# Chœur des Cosaques du Kouban
 (juillet 2016).
Si vous disposez d'ouvrages ou d'articles de référence ou si vous connaissez des sites web de qualité traitant du thème abordé ici, merci de compléter l'article en donnant les références utiles à sa vérifiabilité et en les liant à la section « Notes et références ».

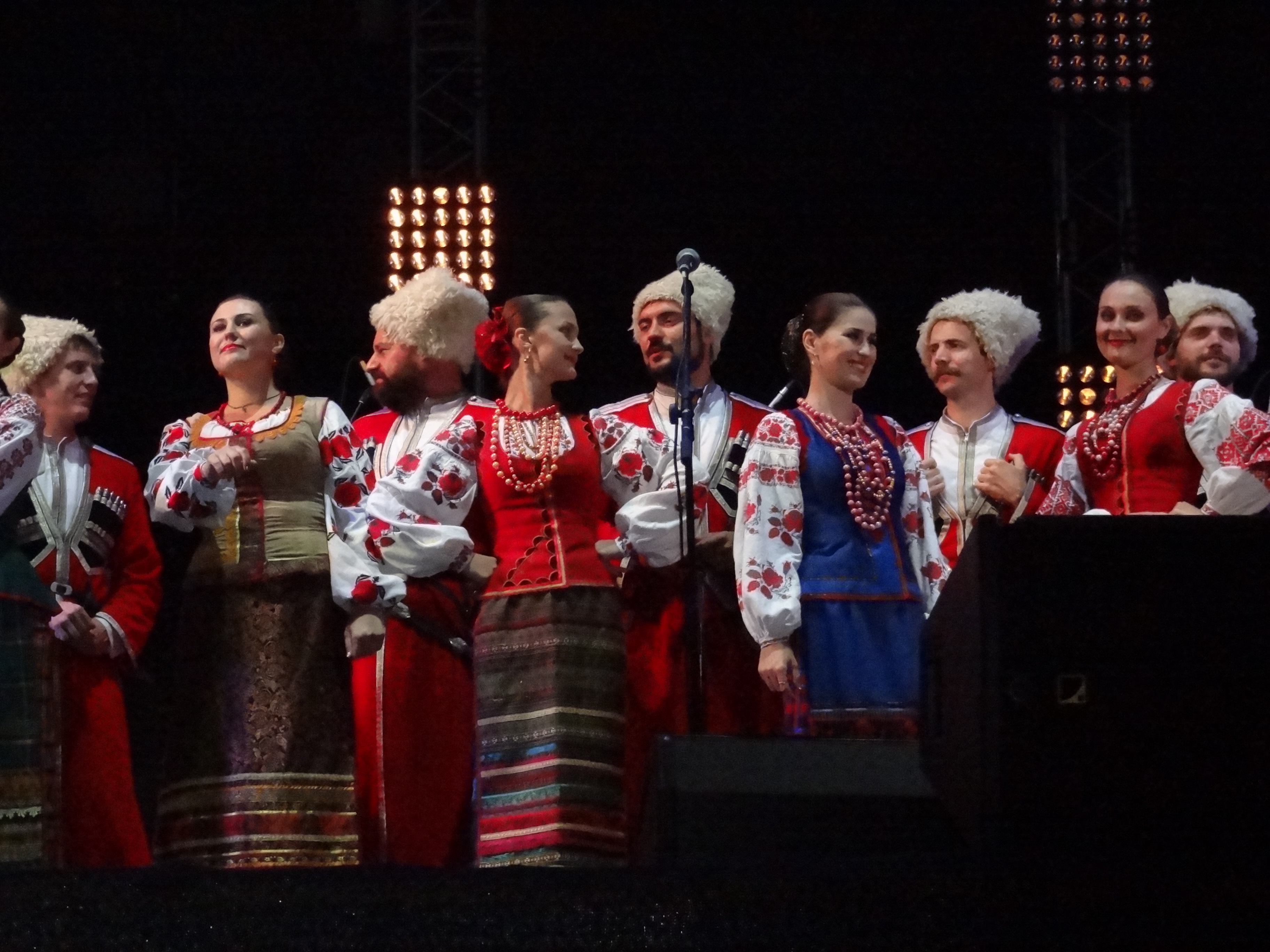
Le chœur des cosaques du Kouban à Sotchi en 2011.

Le Chœur des Cosaques du Kouban (en russe : Кубанский Казачий Хор) est un ensemble musical et choral traditionnel russe qui a fêté en 2012 son 200e anniversaire.

## Histoire

### Premières années
Le Chœur des Cosaques du Kouban moderne fixe la date de sa création au 14 octobre 1811, lorsque son prédécesseur, le Chœur des Cosaques de la mer Noire (Черноморский Войсковый певческий хор) a été formé.

### Union soviétique
À l'été 1921, en pleine décosaquisation, les autorités bolchéviques dissolvent le chœur. Il ne sera reformé qu'en 1936. Le chœur est ensuite dirigé par Grigory Kontsevitch et Yakov Taranko, ancien dirigeants de l'ancien chœur du Kouban.
Un an plus tard, au cours des Purges, Kontsevitch est arrêté puis exécuté. Le chœur a cependant continué de croître, et en 1939 avec l'ajout d'un groupe de danse, il est rebaptisé « Ensemble de danse des cosaques du Kouban » (Ансамбль песни и пляски кубанских казаков). On assiste ainsi sous le régime de Staline à la professionnalisation du chœur, ainsi que d'autres « ensembles folkloriques ». À compter de là, le groupe se compose en effet de musiciens et de danseurs professionnels, diplômés des écoles de musique et de danse soviétiques, et pas nécessairement d'origine cosaque.
Au cours de la Seconde Guerre mondiale, le groupe se rend sur plusieurs fronts, en particulier ceux où se trouvaient les régiments cosaques du Kouban qui ont servi dans les rangs de l'Armée rouge.
En 1961, sous l'initiative de Nikita Khrouchtchev l'ensemble est dissous à nouveau. En cette année, de nombreux groupes folkloriques similaires sont dissous en URSS. En 1968, sous la direction de Sergueï Tchernobaï, l'ensemble est de nouveau rétabli dans le cadre des chœurs folkloriques d'États russes. Trois ans plus tard, le chœur participe au Festival international du folklore en Bulgarie et remporte le premier prix.

### Centre du folklore cosaque
En 1990, sur la base du Chœur des Cosaques du Kouban, un centre de la culture populaire de Kouban est mis en place. Son mandat est de recueillir, d'étudier et de faire revivre les traditions culturelles des Cosaques du Kouban. Le centre héberge des chœur et des ensembles instrumentaux composés d'enfants et d'adolescents. Il recueille également des vêtements et des reliques du passé de la vie des villages traditionnels cosaques.

## Programme
Les chœur programme des chansons et danses cosaques, en particulier des Cosaques du Kouban. La langue est typiquement le russe ou l'ukrainien.
En outre, le chœur transforme des poèmes en chansons, telles que celles de Alexandre Pouchkine et Taras Chevtchenko. Il interprète également des chansons célèbres non-cosaques telles que Katioucha.
Chansons interprétées (liste non exhaustive)
- Lorsque nous étions en guerre...
- Le printemps ne viendra pas pour moi
- Luba, Bratsy, Luba
- Oj, pri lujku, pri lujke